# Nutri-Score

Intuicyjny system oceny żywności Nutri-Score

Nutri-Score (5-Colour Nutrition Label, 5-CNL) – pięciokolorowa etykieta żywieniowa, będąca próbą uproszczenia systemu oceny ogólnej wartości żywieniowej produktu spożywczego. System został opracowany przez francuskich naukowców z zespołu ds. Badań nad Epidemiologią Żywienia (L’Equipe de Recherche en Epidémiologie Nutritionnelle – EREN) pod kierownictwem Serge’a Hercberga. W pracach nad systemem brała także udział Agencja ds. Żywności, Środowiska, Bezpieczeństwa i Higieny Pracy (Agency for Food, Environmental and Occupational Health and Safety – ANSES) i Rada ds. Zdrowia Publicznego (High Council for Public Health – HCSP). W związku z przyjętą metodologią obliczania algorytmu Nutri-Score, wdrożenie tego systemu do powszechnego użytku, budzi poważne kontrowersje w niektórych krajach UE.
System Nutri-Score został przyjęty do dobrowolnego stosowania i wdrożony po raz pierwszy we Francji w 2017 roku, a nadzór nad jego wdrożeniem sprawuje francuska Agencja ds. Zdrowia Publicznego (Santé Publique France – „Sante”), która jest podległa francuskiemu Ministerstwu Zdrowia. W ostatnich latach także inne kraje zdecydowały się na formalne zaakceptowanie systemu do dobrowolnego stosowania na swoich rynkach: Belgia (2018), Szwajcaria (2019), Niemcy (2020), Luksemburg (2020) i Holandia (2021). Ze względu na kontrowersje związane z metodologią i algorytmem obliczeniowym stojącym u podstaw systemu oraz brakiem zgodności ze strategią UE określaną jako „Farm to Fork Strategy” („Od pola do stołu”), wskazuje się na konieczność opracowania bardziej holistycznego systemu znakowania. W wyniku prób narzucenia systemu jako obowiązującego w Unii Europejskiej, w Europie pojawia się coraz więcej głosów sprzeciwiających się systemowi. W listopadzie 2021 roku włoski urząd antymonopolowy (AGCM) rozpoczął pięć dochodzeń, związanych z wykorzystaniem oznaczeń systemu Nutri-Score na froncie opakowania. Wszczęto również postępowanie przeciwko francuskiemu właścicielowi aplikacji Yuka, która jest dostępna w sklepach Google i Apple, której celem jest ocena zdrowotna produktów żywieniowych, w oparciu o system Nutri-Score.
Oznaczenie Nutri-Score, choć ma inną metodologię, bazuje na podobnych założeniach jak system Dziurki od klucza (ang. Keyhole labelling system), który jest stosowany w Norwegii, Szwecji, Danii, Islandii, a także na Łotwie lub „zdrowa opcja” (ang. healthy option) oznaczenia stosowanego do 2016 r. w Holandii. Aktualnie dostępnych jest kilka różnych opcji dodatkowych oznaczeń na froncie opakowania informujących konsumenta o wartości żywieniowej, a tocząca się debata dotyczy wyboru najlepszego systemu, który miałby obligatoryjnie być stosowany we wszystkich krajach Unii Europejskiej.
Skala Nutri-Score podaje ogólną ocenę wartości żywieniowej produktu spożywczego od ciemnozielonego koloru A do czerwonego E (w oficjalnych opracowaniach autorzy podają „od ciemnozielonego do ciemnopomarańczowego”). Produkty oznaczone kolorem ciemnozielonym i literą A to produkty, które w założeniu systemu są pożądane w diecie i powinny być spożywane częściej lub w większej ilości. Natomiast te które oznaczone są kolorem czerwonym i literą E zawierają większą ilość składników, które powinny być ograniczane w codziennej diecie, dlatego powinny być spożywane rzadziej lub w mniejszej ilości. Wynik punktowy obliczeń według formuły Raynera zależy od zawartości wybranych składników odżywczych w 100 g lub 100 ml produktu uważanych za korzystne dla zdrowia (tj. białko, błonnik, owoce/warzywa/orzechy, rośliny strączkowe, oleje: rzepakowy, z orzechów włoskich oraz oliwa), jak i tych, których ilość należy w diecie ograniczać (tj. energia, kwasy tłuszczowe nasycone, cukry, sól). Natomiast w algorytmie obliczania punktacji na potrzeby systemu nie uwzględnia się bezpośrednio takich składników jak np.: witaminy, substancje bioaktywne (przeciwutleniacze i in.), pochodzenie białka, niezbędne nienasycone kwasy tłuszczowe (NNKT), rodzaj błonnika pokarmowego, czy też dodatki do żywności (np. konserwanty, sztuczne barwniki). System nie uwzględnia stopnia przetworzenia żywności, przez co wysoką punktację często otrzymują produkty ultraprzetworzone. Uzyskany wynik niesie ogólną informację o wartości żywieniowej, która jest skierowana do zdrowej dorosłej populacji konsumentów.
Chociaż Nutri-Score nie obejmuje produktów spożywczych nieobjętych obowiązkową informacją o wartości odżywczej (wymienione w załączniku V Rozporządzenia PE i Rady (UE) nr. 169/2011), to należy mieć świadomość, że z uwagi na przyjętą metodologię, deprecjonuje je.
W założeniu autorów systemu, skala 5 kolorów ma dostarczyć konsumentom prostą, zrozumiałą informację na temat ogólnej wartości żywieniowej, która może zostać wykorzystana przez nich w trakcie zakupów. W przeprowadzonym w 2020 roku w Polsce badaniu on-line techniką CAWI w ograniczonej grupie 135 konsumentów produktów mlecznych zaobserwowano, że Nutri-Score może być pomocny przy dokonywaniu zakupów, szczególnie w kontekście wyboru zdrowszego produktu oraz tego o lepszych wartościach odżywczych, a sam system jest łatwy do zrozumienia. Ze względu jednak na ograniczenia metodologiczne niniejszego badania sondażowego, konieczne jest przeprowadzenie dobrze zaplanowanych, rygorystycznych badań w reprezentatywnej grupie polskich konsumentów w zakresie użyteczności systemu. Niezbędna jest także ocena systemu w zakresie jego zgodności z krajowymi normami żywieniowymi, co przeanalizowano już m.in. we Francji, Holandii i Niemczech. Polscy eksperci ds. żywienia i dietetyki w ogólnopolskim raporcie stwierdzili m.in., że system może wprowadzać konsumentów w błąd poprzez m.in. promocję produktów ultraprzetworzonych na niekorzyść żywności naturalnej czy nisko przetworzonej. System nie gwarantuje także, że wybór przez konsumenta jedynie produktów z najwyższą oceną pozwoli skomponować zbilansowaną dietę – tak stwierdziło 80% badanych ekspertów.
Pierwszym producentem, który wprowadził na swoich produktach system Nutri-Score w Polsce, jest Danone. Oznaczenie to wprowadzane jest również na opakowaniach produktów własnych sieci handlowych Auchan, Carrefour, Aldi, Kaufland i Biedronka. Wprowadzenie Nutri-Score deklaruje m.in. firma Nestle. Ponieważ logo Nutri-Score jest unijnym znakiem towarowym zarejestrowanym w Urzędzie Unii Europejskiej ds. Własności Intelektualnej (EUIPO), to stosując logo Nutri-Score należy przestrzegać nie tylko warunków użytkowania znaku towarowego określonych przez właściciela znaku towarowego, ale także uwzględnić ogólne zasady ochrony znaków towarowych, których należy przestrzegać zgodnie z przepisami prawa. Właścicielem znaku towarowego jest Narodowa Agencja Zdrowia Publicznego francuskiego Ministerstwa Zdrowia, czyli „Sante”. Rozwiązanie to, z pewnością łatwo dostępne dla międzynarodowych koncernów i sieci handlowych, najczęściej produkujących i sprzedających żywność wysoko przetworzoną, może deprecjonować mniejszych producentów żywności głównie naturalnej, którzy nie dysponują dużymi budżetami oraz wsparciem prawnym, pozwalającym na wdrożenie systemu.

## Znaczenie
W Polsce wszystkie będące w obrocie handlowym produkty spożywcze zawierają informację o wartości odżywczej i składzie produktu. Opakowanie powinno być dla konsumentów podstawowym źródłem wiedzy o danym produkcie spożywczym. Często jednak zdarza się tak, że informacje na opakowaniu, a zwłaszcza te dotyczące składu i wartości odżywczych, są trudne do zrozumienia dla osób bez specjalistycznej wiedzy z zakresu żywienia. W założeniu kolorowa etykieta Nutri-Score umieszczona zawsze z przodu opakowania, ma pozwalać konsumentowi porównać ogólną wartość żywieniową produktów spożywczych z tej samej grupy (kategorii), w tym produkty spożywcze różnych producentów. Miało to pozwalać konsumentowi szybko odszukać wśród podobnie zapakowanych produktów te, które powinien spożywać w większej ilości lub częściej oraz zidentyfikować te, które należy spożywać z umiarem (w mniejszej ilości lub rzadziej). Niemniej należy mieć na uwadze, że z uwagi na ograniczenia metodologiczne, system może promować produkty wysoko przetworzone, o niskiej wartości odżywczej, deprecjonując te naturalne, ekologiczne, regionalne. W założeniu system nie jest przeznaczony do porównywania wartości żywieniowej produktów z różnych kategorii. Brak wiedzy w tym zakresie może przyczyniać się do błędnej interpretacji przez konsumenta informacji umieszczonej na opakowaniu produktu.
Upowszechnienie uproszczonego oznakowania żywności Nutri-Score w założeniu ma na celu powstrzymanie wzrostu chorób cywilizacyjnych w społeczeństwie m.in. epidemii otyłości, chorób układu krążenia, cukrzycy, niektórych chorób nowotworowych, których występowanie zdaniem wielu instytucji i organizacji zajmujących się zdrowiem publicznym łączy się ze spożywaniem bogatej w cukry, kwasy tłuszczowe nasycone, sól oraz konserwanty, a ubogiej w pektyny, witaminy i sole mineralne – występujące m.in. w świeżych warzywach i owocach. System jednak nie osiąga tego celu, ponieważ jego niedoskonała metodologia nie uwzględnia stopnia przetworzenia żywności oraz zawartości sztucznych dodatków, a także ważnych substancji m.in. witamin, substancji bioaktywnych, rodzaju błonnika itp.
Uważa się, że intensywnie wyróżniające się metody etykietowania żywności z przodu opakowania, w tym Nutri-Score mogą zachęcić producentów żywności do zmiany receptur wytwarzanych produktów spożywczych w kierunku zdrowszych formulacji. Zwraca się jednak uwagę, że kierunek zmian podejmowany przez producentów w celu uzyskania lepszej kategorii Nutri-Score może być związany z większym stopniem przetworzenia żywności oraz wzrostem liczby stosowanych sztucznych dodatków, co nie jest zgodne z unijną strategią „Farm to Fork Strategy” („Od pola do stołu”). Opisano liczne przykłady „dyskryminacji” przez algorytm Nutri-Score naturalnych i tradycyjnych produktów jak soki czy miód (w tym opatrzonych znakiem: Chronione oznaczenie geograficzne, Chroniona nazwa pochodzenia oraz Gwarantowana tradycyjna specjalność – oznaczenia pochodzenia geograficznego produktów rolnych w Unii Europejskiej), który bardziej preferuje takie produkty wysoko przetworzone lub bogate w dodatki do żywności, jak gazowane napoje słodzone słodzikami, czy produkty czekoladowe w proszku. Przykładem może być porównanie kategorii przyznanych przez algorytm Nutri-Score dla soków (oznaczenie pomarańczowe – kategoria C) oraz napojów gazowanych typu „light” słodzonych słodzikiem (oznaczenie zielone – kategoria B).

## Metoda liczenia
Proces liczenia bazuje na koncepcji zaproponowanej w 2005 roku przez profesora Mike’a Raynera i składa się z trzech etapów. W pierwszej kolejności ocenia się w postaci punktów wartość żywieniową produktu spożywczego. Krok drugi to obliczanie punktacji w skali Raynera. Wynik ten jest obliczany w ten sam sposób dla wszystkich produktów spożywczych, z wyjątkiem serów, tłuszczów i olejów roślinnych oraz zwierzęcych, a także napojów. Następnie uzyskane punkty wykorzystuje się do właściwego zaklasyfikowania produktu spożywczego w pięciostopniowej skali Nutri-Score.
całkowita liczba punktów N – całkowita liczba punktów P = Ocena punktowa wartości odżywczej

### Składniki produktu wpływające negatywnie (N) na wynik Nutri-Score
- wysoka gęstość energetyczna w 100 g lub w 100 ml,
- wysoka zawartość cukru,
- wysoka zawartość kwasów tłuszczowych nasyconych,
- wysoka zawartość soli.

### Składniki produktu wpływające pozytywnie (P) na wynik Nutri-Score
- zawartość owoców, warzyw, orzechów i roślin strączkowych,
- zawartość błonnika,
- zawartość białka,
- zawartość olejów: rzepakowego, z orzechów włoskich oraz oliwy.

Na podstawie zastosowanego algorytmu obliczeniowego system przypisuje od 0 do 10 punktów – za wartość energetyczną oraz składniki, których ilość w diecie należy ograniczać, czyli: kwasy tłuszczowe nasycone, cukry i sól; od 0 do 5 punktów – za składniki korzystne, których spożycie należy promować – należą do nich: błonnik, białko, owoce, warzywa, rośliny strączkowe, orzechy, oleje: rzepakowy. Aby ustalić wartość oznaczenia – czyli literę od A do E – dla danego produktu należy od sumy punktów, które uzyskały składniki do ograniczenia odjąć sumę punktów, które uzyskały składniki promowane. Na podstawie wyniku (od -15 do +40 punktów) produkt klasyfikuje się do jednej z pięciu klas wartości: od A do E. Im niższy jest wynik, tym oznaczenie wskazuje na wyższą wartość żywieniową produktu.
Model wyliczania oznaczenia jest jednolity dla większości środków spożywczych (tzw. klasyczny model wyliczenia). Wyjątki stanowią sery, tłuszcze roślinne i zwierzęce oraz napoje (produkty różniące się charakterem i poziomem spożycia od innych). Dla tych kategorii sposób wyliczenia oznaczenia jest nieco inny. I tak, w klasycznym modelu wyliczenia zawartość białka jest uwzględniana lub nie – zależnie od sumy punktów za składniki negatywne. W przypadku serów ilość białka uwzględniana jest zawsze (niezależnie od sumy punktów za składniki negatywne). W przypadku tłuszczów uwzględnia się z kolei stosunek nasyconych kwasów tłuszczowych do całkowitej zawartości tłuszczu. Algorytm nie uwzględnia w obliczeniach stopnia przetworzenia żywności oraz takich składników jak np.: witaminy, substancje bioaktywne (przeciwutleniacze i in.), rodzaj błonnika pokarmowego czy też dodatki do żywności.

## Wdrożenie Nutri-Score

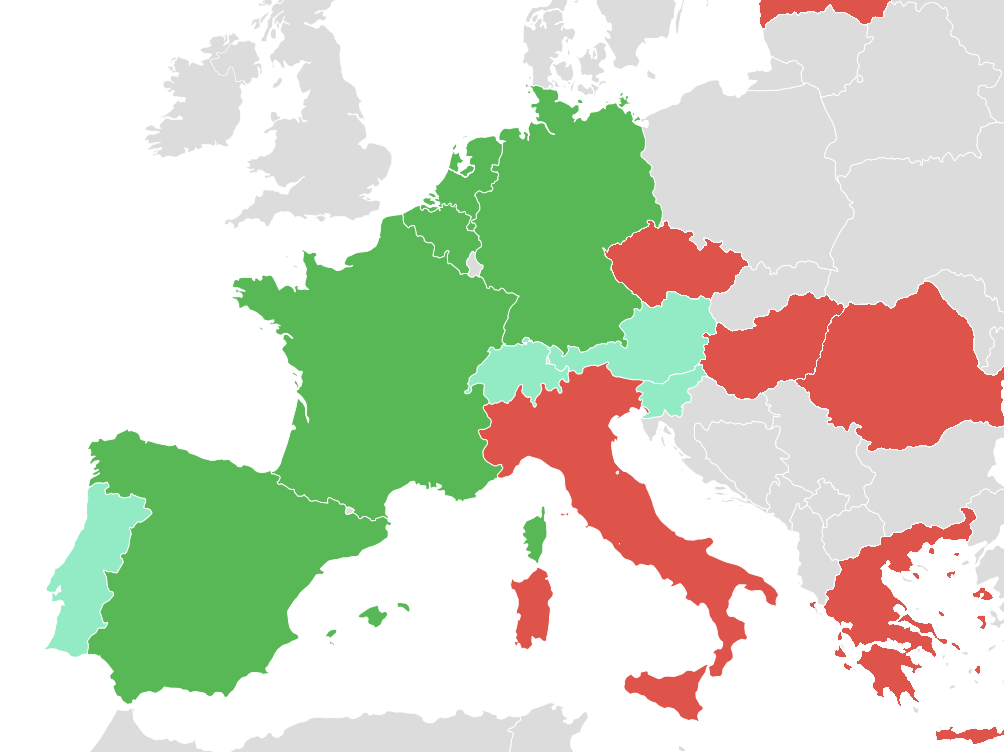
Nutri-Score w Europie (grudzień 2019 r.), Kolorem zielonym oznaczono kraje w których stosowanie systemu Nutri-Score jest zalecane, w krajach oznaczonych jaśniejszą zielenią niektóre firmy spożywcze stosują Nutri-Score, kraje oznaczone na czerwono to kraje, w których władze są przeciwne oznaczeniom, np. Włochy, władze stworzyły kontrpropozycję o nazwie „batteria” mającą chronić z założenia „doskonałość diety śródziemnomorskiej”.

Aktualnie francuski system znakowania żywności Nutri-Score jest jednym z kilku działających systemów znakowania żywności na froncie opakowania funkcjonującym na terenie Unii Europejskiej. Administracja Unii Europejskiej prowadzi prace mające na celu wprowadzenie wspólnego i obligatoryjnego systemu oznaczania produktów wartością odżywczą na froncie opakowania. Jednym z rozważanych rozwiązań jest implementacja systemu Nutri-Score.
Komisja Europejska oraz Światowa Organizacja Zdrowia wskazują w swoich opracowaniach na konieczność wdrożenia przejrzystego, łatwego i intuicyjnego systemu znakowania żywności. Jednakże organizacje te nie podają, który konkretnie system znakowania jest przez nich rekomendowany. Zdaniem Komisji Europejskiej systemy oznaczania wartości odżywczych na froncie opakowania mogą pomóc konsumentom w dokonywaniu świadomych wyborów żywieniowych, odpowiednim krokiem wydaje się wprowadzenie zharmonizowanego obowiązkowego etykietowania dotyczącego wartości odżywczej na froncie opakowania na szczeblu UE. Komisja Europejska ma zamiar przed końcem 2022 roku zaproponować do szerokiej konsultacji publicznej w UE unijne zharmonizowane i obowiązkowe oznaczanie wartością odżywczą umieszczone na froncie opakowania. Także WHO nie jest w stanie zarekomendować stosowania żadnego konkretnego systemu znakowania. WHO zachęca poszczególne państwa i instytucje badawcze do dalszego analizowania informacji i zbierania danych w celu lepszego zrozumienia wpływu różnych systemów znakowania na froncie opakowania na zachowania konsumentów i ich wybory żywieniowe.
Aktualnie system Nutri-Score jest stosowany na zasadzie dobrowolności w takich krajach Unii Europejskiej, jak:
- Francja (pomimo sprzeciwu ze strony rolników i przemysłu rolno-spożywczego, który próbował zablokować lub opóźnić decyzję, został on ostatecznie przyjęty przez francuskie Ministerstwo Zdrowia na początku 2017 roku.)[54][55][56][57][58],

- Belgia (oficjalnie od 2 kwietnia 2019 r.)[59],

- Hiszpania (w listopadzie 2018 r. Hiszpański minister zdrowia María Luisa Carcedo poparła wdrożenie systemu Nutri-Score na zasadzie dobrowolności, ale nie przyjęła krajowych przepisów dotyczących jego stosowania)[60].

Polska do chwili obecnej nie podjęła prac odnośnie do formalizacji dobrowolnego stosowania systemu Nutri-Score i nie notyfikowała do Komisji Europejskiej żadnego aktu prawnego w tym zakresie. Wobec braku krajowego aktu prawnego, który określałby w Polsce zasady stosowania systemu Nutri-Score, wątpliwość budzi także spełnienie wymogów Rozporządzenia 1169/2011 dotyczących przekazywania informacji w sposób zrozumiały i niedezorientujący. Konsumenci mający styczność z oznaczeniem Nutri-Score na produktach dostępnych w sklepach nie mają możliwości zapoznania się z pełną informacją o tym, co ono oznacza, w jaki sposób jest wyliczane i jak należy je interpretować.
W Polsce system uzyskał pozytywne opinie kilku instytucji rozpatrujących go pod kątem żywieniowym i konsumenckim. Z drugiej strony zarówno w Polsce, jak i niektórych krajach europejskich toczy się debata na temat skutków wdrożenia obowiązkowego oznaczenia produktów systemem Nutri-Score. Obawy dotyczą w szczególności deprecjonowania przez System takich produktów naturalnych i tradycyjnych, czy z oznaczeniem pochodzenia geograficznego produktów rolnych jak: soki, oleje i oliwy, miody, sery dojrzewające i produkty rybne, które często są promowane w ramach unijnych programów dot. produktów regionalnych, lokalnych, ekologicznych. W zamian system może przyczynić się do promowania żywności średnio i wysoko przetworzonej, które może być poddawana reformulacji poprzez procesy technologiczne i stosowanie dodatków do żywności. Polscy eksperci ds. żywienia stwierdzili ponadto, że w obecnej formie system nie powinien być wdrożony jako obowiązkowy (24% ekspertów), zaś większość (59%) opowiedziała się za modyfikacją tego systemu. Jedynie 6,7% uznało, że system powinien zostać wdrożony w istniejącej formie.
Mimo toczącej się w Polsce debaty, Nutri-Score pojawił się już na wybranych produktach Danone, a takie sieci handlowe jak Auchan, Carrefour, Aldi i Kaufland zadeklarowały jego wprowadzenie na opakowaniach marek własnych.

### Systemy oceny żywności – porównanie
Przed przyjęciem we Francji Nutri-Score we wrześniu 2016 r. przeprowadzono badanie trwające 10 tygodni, które swoim zasięgiem objęło 60 supermarketów w 4 regionach Francji. Celem badania było porównanie skuteczności: Nutri-Score, Nutrimark HSR, Brytyjski system Nutri-Couleurs = Multiple Traffic Light (MTL), SENS, Nutri-Reperes. Algorytm wykorzystany do obliczenia wyników Nutri-Score i SENS zostały zatwierdzone przez ANSES. Badanie potwierdziło, że oznaczenie produktów za pomocą Nutri-Score najlepiej wpływa na wybory żywieniowe konsumentów, szczególnie tych o mniejszym dochodzie. Obok pozytywnych wyników badań dotyczących użyteczności Nutri-Score, dostępne są także analizy, które wskazują na użyteczność także innych systemów oznaczeń. Wyniki dużego międzynarodowego badania, obejmującego 12 krajów z różnych regionów świata (próba ponad 12 tys. respondentów z Bułgarii, Kanady, Danii, Francji, Niemiec, Meksyku, Singapuru, Hiszpanii, Wielkiej Brytanii i USA) oceniające pięć różnych systemów oznaczeń wykazało, że najkorzystniejszą ocenę badanych uzyskał system multiple traffic lights (MTL). Respondenci subiektywnie oceniali wylosowane systemy w zakresie: sympatii, zaufania, zrozumienia znaczenia komunikatu, trafności, obowiązkowości stosowania danego oznaczenia. Badania dotyczące poprawy w zakresie wyborów żywieniowych konsumentów dokonywanych pod wpływem różnych systemów oznaczeń na froncie opakowania wykazały, że zarówno system MTL, jak i Nutri-Score mają podobną skuteczność w tym względzie. W badaniach włoskich konsumentów (grupa ponad 1000 respondentów) wykazano natomiast, że żaden z pięciu testowanych systemów znakowania, w tym Nutri-Score nie był istotnie lepszy w zakresie zmiany zachowań żywieniowych konsumentów.
Mając na uwadze powyżej przytoczone wyniki badań, należy zauważyć, że dotychczasowe dowody naukowe nie pozwalają wskazać jednego faworyta, który zyskałby miano najlepszego systemu znakowania żywności na froncie opakowania.

### Wątpliwości dotyczące wdrażania systemu Nutri-Score
W wyniku prób narzucenia systemu jako obowiązującego w całej Unii Europejskiej, w Europie pojawia się coraz więcej głosów sprzeciwu. M.in. w listopadzie 2021 roku włoski urząd antymonopolowy (Autorità Garante della Concorrenza e del Mercato – AGCM), poinformował o rozpoczęciu pięciu dochodzeń, związanych z wykorzystaniem oznaczeń systemu Nutri-Score na froncie opakowania, przez firmy: GS, Carrefour Italia, Pescanova Italia, Valsoia, a także francuskie przedsiębiorstwa: Regime Dukan, Diet Lab, angielską firmę Weetabix oraz niemiecką firmę specjalizującą się w produkcji słodyczy. Wszczęto również postępowanie przeciwko francuskiemu właścicielowi aplikacji Yuka, która jest dostępna w sklepach Google i Apple, której celem jest ocena zdrowotna produktów żywieniowych, w oparciu o system Nutri-Score. Aplikacja przedstawia alternatywne produkty żywieniowe, dla tych które otrzymały oceny D i E w ramach Nutri-Score. AGCM podkreśla, że istnieje obawa, że etykieta Nutri-Score, a także wyniki i oceny dostarczane przez aplikację, przy braku odpowiednich ostrzeżeń, są błędnie postrzegane jako bezwzględne oceny zdrowotności danego produktu, które nie uwzględniają ogólnych potrzeb jednostki (dieta i styl życia), ilość i częstotliwość spożycia w ramach zróżnicowanej i zbilansowanej diety. Wynika z tego, że konsument może być nakłaniany do przypisywania produktom właściwości zdrowotnych, które uzyskały pozytywną ocenę zgodnie z etykietą Nutri-Score lub oceną aplikacji Yuka, a tym samym do bezpodstawnego przypisywania skutków zdrowotnych wynikających z jego wyboru. AGCM zwrócił uwagę w szczególności na przypisywanie produktom pozytywnych właściwości zdrowotnych w przypadku oznaczenia ich najwyższymi ocenami Nutri-Score. Swoje obawy w zakresie przydatności oznaczania Nutri-Score wyrazili także polscy eksperci ds. żywienia, którzy obok niewątpliwej zalety jaką jest prostota i łatwość dokonania przez konsumenta wyboru podczas zakupu, wskazali także na istotne wady tego systemu. Wskazali m.in. na brak uwzględnia stopnia przetworzenia produktu, w tym liczby i rodzaju użytych substancji dodatkowych, nieuwzględnienie pełnej wartości odżywczej produktów, w tym m.in. związków bioaktywnych, które decydują o ich prozdrowotnych właściwościach oraz nieróżnicowanie produktów pod względem naturalnie występujących składników, a tych dodanych w procesie produkcji. Holenderscy naukowcy wykazali, że większość badań dotyczących Nutri-Score została przeprowadzona przez autorów, którzy są zatrudnieni lub związani z jego twórcami w instytucie EREN we Francji. Prawie wszystkie z nich były korzystne dla Nutri-Score. W Holandii istniają poważne obawy, że Nutri-Score nie jest zgodny z holenderskimi wytycznymi dotyczącymi diety, co potwierdziła duża analiza dla nowej klasyfikacji żywnosci opartej na algotymie Nutri-Score w wersji z 2023 roku. Krytycy Nutri-Score w Portugalii wskazywali na niezgodność tego systemu z narodowymi wytycznymi dotyczącymi zdrowego odżywiania. W badaniu z 2021 roku przeprowadzonym przez National Institute of Health Doutor Ricardo Jorge (INSA) wykazano, że większość produktów ocenianych wysoko przez Nutri-Score (znakowanie A lub B) nie spełniała wartości referencyjnych ani limitów cukru i soli określonych przez Integrated Strategy for the Promotion of Healthy Eating (EIPAS). Z tego powodu Portugalia postanowiła wstrzymać wdrażanie Nutri-Score, do czasu osiągnięcia zgodności systemu z krajowymi standardami zdrowotnymi.
Od 1 stycznia 2024 roku Nutri-Score został oficjalnie wprowadzony jako dobrowolny system znakowania żywności w Holandii. Niemniej jednak, kilku dużych producentów, w tym Unilever, Heineken, Arla Foods oraz Danone, ogłosiło, że nie zamierzają umieszczać oznaczenia Nutri-Score na swoich produktach. Powody ich decyzji to m.in. niezgodność algorytmu Nutri-Score z krajowymi wytycznymi dotyczącymi zdrowia publicznego, jak np. Krajowe Porozumienie o Profilaktyce, które priorytetowo traktuje walkę z otyłością. Wskazano także, że: obecny algorytm utrudnia producentom podnoszenie klasyfikacji produktów z niższych kategorii (C, D) do wyższych (A, B); Nutri-Score ocenia produkty na podstawie 100 g/ml, co oznacza, że zmniejszenie wielkości porcji nie wpływa na końcową ocenę; możliwość manipulacji składem; Danone wyraził zastrzeżenia względem najnowszych zmian w algorytmie, które klasyfikują napoje, w tym płynne jogurty, jako mniej zdrowe niż ich stałe odpowiedniki, co doprowadziło firmę do stopniowego wycofywania Nutri-Score z produktów takich jak Actimel czy Alpro.

### Reakcja przemysłu spożywczego
Ruch konsumencki UFC-Que Choisir (Francuska federacji konsumentów) pozytywnie ocenił system Nutri-Score i popiera jego wprowadzenie.
Obecny brak oznaczenia Nutri-Score na produktach dzięki aplikacjom na smartfony nie jest większym problemem. Aplikacja umożliwia zeskanowanie kodu kreskowego produktu, a następnie jego sprawdzenie w bezpłatnej bazie danych Open Food Facts.
W ramach toczącej się aktualnie debaty na temat harmonizacji na szczeblu unijnym dotyczącym wprowadzenia obowiązkowego wspólnego oznaczenia żywności na froncie opakowania podnoszone są różne uwagi krytyczne dotyczące systemu Nutri-Score:
- Holenderskie Ministerstwo Zdrowia i Ministerstwo Rolnictwa zwraca uwagę na konieczność dostępności i transparentności danych w celu prawidłowego stosowania logo, które jest zarejestrowanym znakiem towarowym i do którego prawa ma Narodowa Agencja Zdrowia Publicznego francuskiego Ministerstwa Zdrowia, czyli „Sante”[81].
- Nadmierne uproszczenie w zakresie oznaczania wartością odżywczą umieszczone na froncie opakowania może działać na niekorzyść niektórych (tradycyjnych) produktów, np. w sektorze ciastkarskim. Produkty takie oznaczone jako niezdrowe i wrzucone do tej samej kategorii, co produkty niskiej jakości i produkowane przemysłowo, z którymi mają niewiele wspólnego poza statystykami wyliczonymi przez algorytm[9].
- Wiele dowodów wskazuje na to, że konsumenci z zadowoleniem przyjmują system Nutri-Score, co prowadzi do zmiany ich zachowań, zwiększając zakup żywności oznaczonej na zielono i zmniejszając zakup żywności oznaczonej na czerwono. Jednak takie zachowanie niekoniecznie jest pozytywne z punktu widzenia diety konsumenta, gdyż paradoksalnie mogłoby narazić konsumenta na większe ryzyko. Obszerna literatura na temat wpływu etykiet żywności wyraźnie pokazuje, że konsument kojarzy zielony kolor ze znaczeniem „zdrowym”, „naturalnym” lub „lekkim”, ze względu na pozytywne odczucia związane z tym kolorem; to skojarzenie wpływa na opinie na temat zdrowia, niezależnie od informacji żywieniowych wskazanych na etykiecie. Produkt jest postrzegany jako zdrowszy, co prowadzi do zwiększenia spożywanej porcji. Nutri-Score skłania konsumenta do zwiększania spożycia żywności oznaczonej na zielono. Na tej podstawie można postawić hipotezę, jak zachowuje się konsument w przypadku pizzy margarita (oznaczenie zielone). Kolor zielony odnosi się do 100 g produktu, a nie do faktycznie spożytej porcji (w przypadku pizzy co najmniej 350 g). To samo może się zdarzyć w przypadku innych produktów oznaczonych zielonym kodem, takich jak makaron, ryż, chleb lub bezkaloryczne napoje słodzone: zdrowsze i lżejsze, co prowadzi do zwiększenia spożywanej ilości (opinia Italian Society of Food Science and Nutrition)[10].
- Polska: Stowarzyszenie Krajowa Unia Producentów Soków, Federacja Branżowych Związków Producentów Rolnych, Krajowy Związek Grup Producentów Owoców i Warzyw – Spółdzielni Osób Prawnych, Federacja Gospodarki Żywnościowej RP, Krajowa Izba Gospodarcza Przemysłu Spożywczego i Opakowań, Krajowa Rada Drobiarstwa Izba Gospodarcza w Warszawie, Krajowe Stowarzyszenie Mleczarzy, Krajowe Stowarzyszenie Przetwórców Owoców i Warzyw, Krajowy Związek Spółdzielni Mleczarskich Związek Rewizyjny, Ogólnopolskie Stowarzyszenie Przetwórców i Producentów Produktów Ekologicznych „Polska Ekologia”, Polbisco Polskie Stowarzyszenie Producentów Wyrobów Czekoladowych i Cukierniczych, Polska Federacja Ziemniaka, Polska Izba Mleka, Polska Izba Produktu Regionalnego i Lokalnego, Polskie Stowarzyszenie Plantatorów Porzeczek, Polskie Stowarzyszenie Producentów Oleju, Polskie Zrzeszenie Producentów Bydła Mięsnego, Stowarzyszenie Plantatorów Borówki Amerykańskiej, Stowarzyszenie Polski Ziemniak, Stowarzyszenie Producentów Ryb Łososiowatych, Stowarzyszenie Rzeźników i Wędliniarzy RP, Stowarzyszenie Sady Grójeckie, Unia Polskiego Przemysłu Chłodniczego, Zrzeszenie Producentów Papryki Rzeczypospolitej Polskiej, Związek Polskie Mięso, Związek Sadowników RP są przeciwni wprowadzeniu znakowania na froncie opakowania oraz określeniu profili żywieniowych bez dogłębnej analizy, oceny ekspertów oraz holistycznego podejścia do wszystkich elementów życia wpływających na choroby niezakaźne, w tym otyłość. Wprowadzenie dodatkowego znakowania wartością odżywczą na froncie opakowania z użyciem kolorów (np. Nutri-Score) będzie służyło przede wszystkim do konkurowania produktów i producentów między sobą, natomiast nie będzie niosło rzeczywistych i korzystnych dla konsumenta elementów edukacyjnych oraz poprawiających jego dietę i żywienie. Żadne kolejne i dodatkowe znakowanie na etykiecie nie zastąpi rzetelnej edukacji konsumentów odnośnie do holistycznego podejścia do żywienia i stylu życia oraz zrozumienia przez nich korzyści płynących ze spożywania produktów o wysokiej jakości i wartości odżywczej, niskoprzetworzonych, naturalnych lub z wysokim udziałem składnika naturalnego. Co więcej, systemy oceny w głównej mierze oparte tylko na wybranych składnikach np. cukier, tłuszcz, sól będą skutkować deprecjonowaniem produktów naturalnych, niskoprzetworzonych, jednoskładnikowych które często są promowane w ramach programów unijnych dot. produktów lokalnych, regionalnych czy z oznaczeniem geograficznym[82].
- System Nutri-Score może negatywnie wpłynąć na postrzeganie przez konsumentów produktów tradycyjnych (oznaczonych jako Gwarantowana Tradycyjna Specjalność), regionalnych (oznaczonych znakiem Chroniona Nazwa Pochodzenia oraz Chronione Oznaczenie Geograficzne)[45]. Ponadto system może stać w sprzeczności ze strategią UE określaną jako „Farm to Fork Strategy” („Od pola do stołu”), która ma promować żywność ekologiczną, sezonową i lokalną (żywność nieprzetworzoną i niskoprzetworzoną), ponieważ taka żywność generuje niewielki ślad węglowy w porównaniu do średnio – i wysoko przetworzonej. Produkty o prostszym składzie, wytworzone w prostszy sposób wymagają mniejszego zaangażowania techniczno-technologicznego, są więc w tym względzie bardziej przyjazne dla środowiska[83].